# Dekanat Włodawa
Dekanat Włodawa – jeden z 25 dekanatów w rzymskokatolickiej diecezji siedleckiej.

## Parafie
W skład dekanatu wchodzi 11 parafii.
- parafia Podwyższenia Krzyża Świętego – Dołhobrody
- parafia Świętych Apostołów Piotra i Pawła – Hanna
- parafia Przemienienia Pańskiego – Jabłeczna
- parafia MB Bolesnej – Lack
- parafia św. Mikołaja – Lubień
- parafia św. Jana Jałmużnika – Orchówek
- parafia św. Augustyna – Różanka
- parafia MB Różańcowej – Sławatycze
- parafia Najświętszego Serca Jezusowego – Włodawa
- parafia św. Ludwika – Włodawa
- parafia Nawiedzenia MB Kodeńskiej – Żuków

Według danych zgromadzonych przez Kurię Diecezji Siedleckiej dekanat liczy 22 257 wiernych.

## Sąsiednie dekanaty
Hańsk, Parczew, Terespol, Wisznice